# Askersund

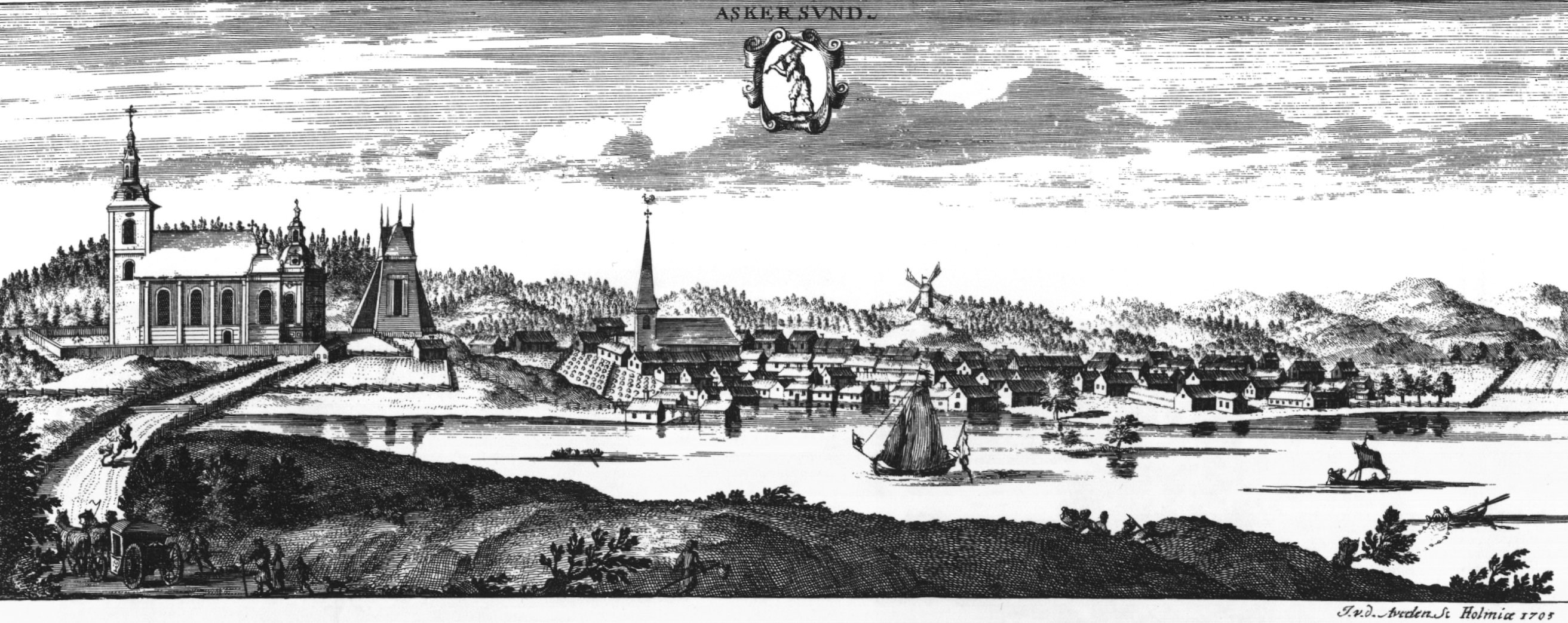
Askersund w 1705 na ilustracji z Suecia Antiqua et Hodierna

Askersund – miejscowość (tätort) w Szwecji, w regionie administracyjnym (län) Örebro. Siedziba władz (centralort) gminy Askersund. W latach 1643–1970 Askersund posiadało status miasta.
Miejscowość położona jest w południowej części prowincji historycznej (landskap) Närke, ok. 50 km na południe od Örebro nad północnym krańcem jeziora Wetter. Przez Askersund przebiega droga krajowa nr 50 (Riksväg 50; (Jönköping) – Örebro – Bollnäs) i ma swój początek droga krajowa nr 49 (Riksväg 49) do Skara.
Askersund i jego okolice stanowiły w średniowieczu ważne centrum wydobycia i produkcji żelaza. 13 czerwca 1643 r. Askersund otrzymał prawa miejskie.
W 2010 r. Askersund liczył 3887 mieszkańców.